# Eidechsennattern
Die Eidechsennattern (Malpolon) zählen zur Familie Psammophiidae, die früher als Unterfamilie der Nattern (Colubridae) geführt wurde. Die Gattung wurde 1826 durch den österreichischen Zoologen Leopold Fitzinger eingeführt. Sie besteht aus drei Arten, die Westliche Eidechsennatter (Malpolon monspessulanus (Hermann, 1804)) in S-Frankreich, Iberien und Nordwest-Afrika, die Östliche Eidechsennatter (M. insignitus (Geoffroy Saint-Hilaire, 1827)), die im östlichen Mittelmeerraum, über Nordafrika bis zum Kaukasus verbreitet ist und die Moilanatter (Malpolon moilensis (Reuss, 1834)), die im nördlichen Afrika und im Nahen Osten vorkommt.

## Merkmale
Die Eidechsennattern sind groß und schlank. Adulte Männchen messen in der Regel zwischen 130 und 150 cm, Weibchen zwischen 90 und 110 cm. Alte Männchen können in seltenen Fällen gegen 2 Meter lang werden, einigen zweifelhaften Angaben zufolge sogar bis 2,5 Meter. Weibchen erreichen kaum mehr als 130 cm. Der Kopf ist schlank, aber recht hoch; er wirkt kantig und setzt sich von oben betrachtet kaum vom Körper ab. Die Augen sind groß und haben eine runde Pupille. Die Schuppen sind glatt oder – besonders auf dem Rücken – leicht konkav, was der Schlange ein stumpfes Aussehen gibt. Um die Körpermitte hat die Art 17 bis 19 dorsale Schuppenreihen. Das Stirnschild (Frontale) ist sehr schmal, zumeist sind acht, selten neun Oberlippenschilde (Supralabialia) vorhanden, zwei Zügelschilde (Lorealia), ein Voraugenschild (Praeoculare) sowie zwei bis drei Hinteraugenschilde (Postocularia). Die Grundfärbung ist in verschiedenen Grau- und Graubrauntönen bis oliv oder grauoliv. Der Bauch ist grauweiß bis gelblich und dunkel gefleckt. Die Art weist einen deutlichen Geschlechtsdimorphismus auf: Die Männchen sind bedeutend größer, massiger und vollkommen anders gezeichnet.
Die Eidechsennattern haben im hinteren Bereich des Oberkiefers verlängerte Fangzähne, die am Rand gefurcht sind und mit einer Giftdrüse verbunden sind. Daher wird sie in die nicht monophyletische Gruppe der Trugnattern eingeordnet.
Eine Verwechslungsmöglichkeit besteht vor allem zwischen den Eidechsennattern und der Moilanatter (Rhagerhis moilensis). Sie unterscheiden sich unter anderem hinsichtlich der geringeren Größe der Moilanatter und des bei ihr weniger stark ausgeprägten Canthus.

## Verbreitung
Das Verbreitungsgebiet der Eidechsennattern erstreckt sich über die Iberische Halbinsel, Südfrankreich, Nordwestitalien (isolierte Populationen), den Osten des mediterranen Balkans von Triest bis Burgas und Istanbul, Vorderasien sowie Nordafrika. Auch auf einigen Inseln des Mittelmeers sind die Schlangen aufzufinden. Die bevorzugten Lebensräume sind trockene und spärlich bewachsenes, felsiges Gelände (Macchien), Berghänge, Öd- und Hügelland, Flusstäler und Kulturland wie verwilderte Gärten und Weingärten sowie Ackerland. Sie dringt in Gebirgslagen in Höhen bis nahezu 2000 m vor.

## Lebensweise
Die Gattung ist vorwiegend bodenbewohnend. Eidechsennattern sind sehr aufmerksame beziehungsweise scheue, tag- bis dämmerungsaktive Schlangen. Sie nutzen die Sonne der frühen Morgenstunden, um sich aufzuwärmen. Insbesondere die Männchen fallen häufig dem Straßenverkehr zum Opfer, da sie während der Paarungszeit wanderfreudig und unvorsichtig sind. Im klimatisch gemäßigten Verbreitungsgebiet halten die Eidechsennattern eine mehrmonatige Winterruhe, die sie an sonnigen, milden Tagen unterbrechen.

### Ernährung

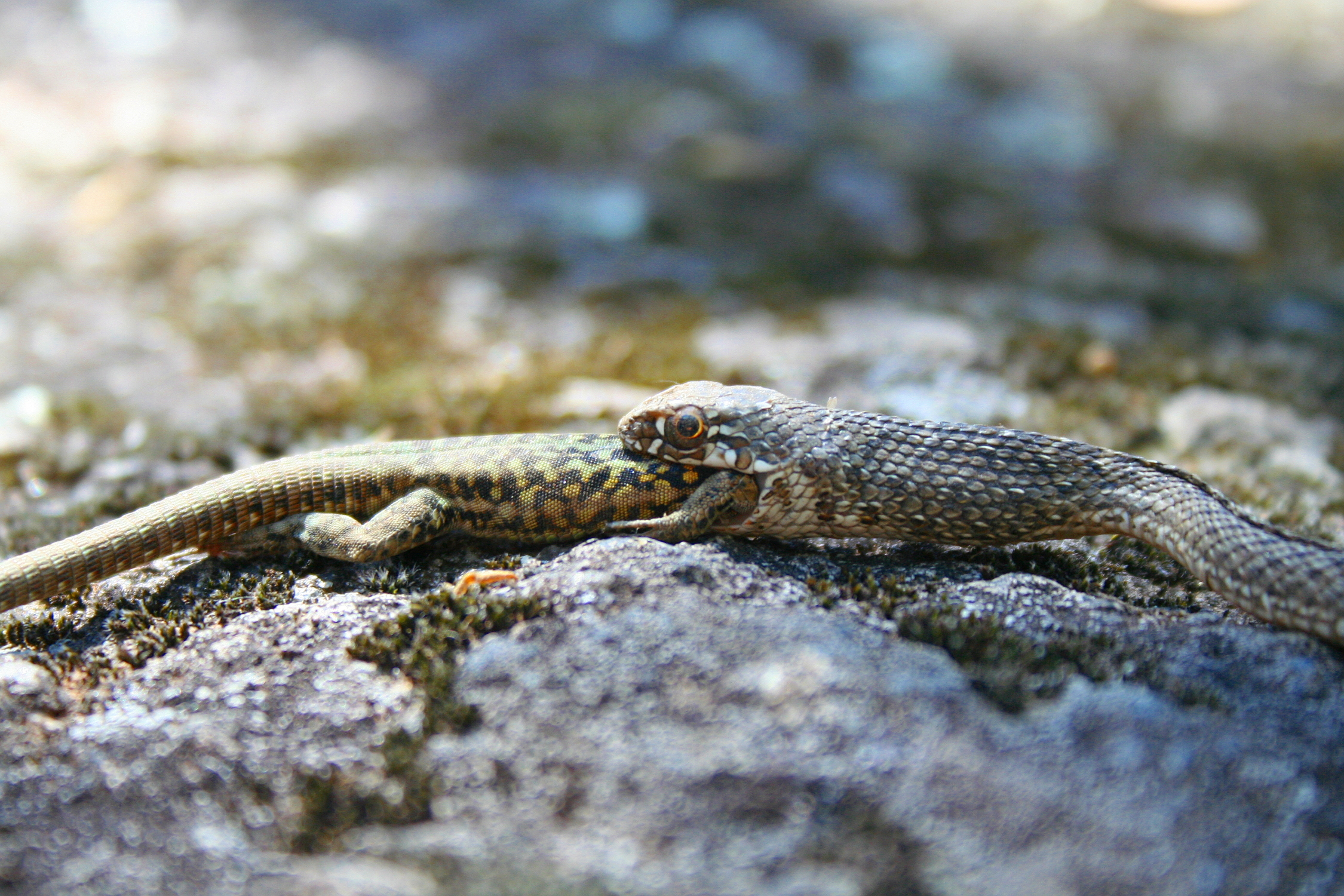
Westliche Eidechsennatter beim Verschlingen einer Spanischen Mauereidechse (Podarcis hispanica)

Die Eidechsennattern haben ein vergleichsweise großes Nahrungsspektrum. Zu ihrer Beute zählen Echsen, insbesondere Eidechsen, andere Schlangen, Kleinsäuger wie Nagetiere sowie Vögel, bevorzugt Boden- und Höhlenbrüter. Außerdem erbeuten junge Eidechsennattern auch größere Insekten. Größere und wehrhafte Beutetiere werden festgehalten und durch Kaubewegungen wird mit den hinteren Furchenzähnen Gift injiziert, um sie zu betäuben und zu töten. Kleinere Tiere werden häufig lebend heruntergeschlungen.

### Sozialverhalten
Männchen der Eidechsennattern sind territorial. Sie produzieren in speziellen Nasendrüsen ein klares Sekret, das einen Duftstoff enthält und unter einem charakteristischen Putzverhalten auf die Ventralschilder (Bauchschilder) gestrichen wird. Beim Begattungsakt nimmt das entsprechende Weibchen den Duftstoff in Gruben der Dorsalschuppen (Rückenschuppen) auf. Damit ist das Weibchen für eine feste Partnerschaft markiert. Das Männchen verteidigt sein Weibchen und erjagt neben dem Eigenbedarf auch Beute, die dem Weibchen überlassen wird. Andere Männchen wenden eine „Satellitenstrategie“ an: Sie leben im Revier des Pärchens, holen sich ebenfalls das Sekret des dominanten Männchens und nehmen bei dessen Tod seinen Platz ein.

### Fortpflanzung
Die Eidechsennattern zählen zu den oviparen Schlangen, sie legen also Eier mit fester Schale. Die Begattung der Weibchen erfolgt während der Paarungszeit zwischen April und Juni. Etwa im Juli bis August kommt es dann zur Eiablage. Die Größe des Geleges umfasst in Abhängigkeit von gesundheitlichem Zustand und Größe des Muttertieres zwischen 4 und 20 Eier. Das Gelege wird unter Laubstreu, in feuchter Erde oder in Mauerspalten angelegt. Gegen Ende September oder Anfang Oktober schlüpfen die Jungschlangen. Bei den Eidechsennattern wird keine Brutfürsorge beobachtet.

## Gift
Bei Menschen kommt es aufgrund der sehr scheuen Lebensweise der Schlange so gut wie nie zu Bissunfällen; eine Risikogruppe stellen Landwirte dar, denn ihnen laufen die Eidechsennattern noch am ehesten unerwartet über den Weg, zum Beispiel in Ställen oder Getreidelagern. Grundsätzlich wehren sich die Eidechsennattern mit Fauchen, Scheinangriffen und Schnappen. Bissunfälle entstehen erst durch das mutwillige Ergreifen des Tieres, das Festhaltebisse als Abwehr auslöst, bei denen die Schlange das Gift einzukauen versucht. Todesfälle oder lebensbedrohliche Vergiftungen sind aber nicht bekannt.

### Giftwirkung
Viele Bisse sind trocken, also ohne Giftinjektion. Dementsprechend verlaufen sie in der Regel ohne Symptome. Das Gift zeigt insbesondere neurotoxische Bestandteile, die das Nervensystem angreifen. Die Vergiftung geht zumeist lediglich mit lokalen Symptomen einher, es können Schmerzen, Schwellung der Lymphknoten und eine Lymphangitis (Entzündung der Lymphgefäße von Haut und Unterhautfettgewebe) auftreten. Bei mindestens einem Bissopfer wurden Auswirkungen auf das zentrale Nervensystem beobachtet. Dabei zeigten sich über 48 Stunden anhaltend Atemprobleme, Lähmungen der Augenlider (Ptosis) und Schluckstörungen in Verbindung mit Schmerzen in der Brustbein- und Oberbauchgegend.

### Therapie eines Giftbisses
Wie für die meisten Trugnattern steht auch für die Eidechsennattern kein spezielles Antivenin (Gegenserum) zur Verfügung. Wegen der geringen Erfahrung sollte jeder Biss ernst genommen und medizinisch behandelt werden. Eine stationäre Aufnahme in einem Krankenhaus zur Überwachung über 24 Stunden ist ebenfalls ratsam.

## Gefährdung und Schutz
Die Westliche Eidechsennatter ist nicht gefährdet und wird in der Roten Liste des IUCN als „least concern“ (nicht gefährdet) geführt. Sie wird in Anhang III der Berner Konvention geführt.